# Modicogryllus ehsani
Modicogryllus ehsani är en insektsart som beskrevs av Lucien Chopard 1961. Modicogryllus ehsani ingår i släktet Modicogryllus och familjen syrsor. Inga underarter finns listade i Catalogue of Life.